# Cantó de Roussillon
El cantó de Roussillon és un cantó francès del departament de la Isèra, situat al districte de Vienne. Té 21 municipis i el cap és Roussillon.

## Municipis
| - Agnin - Anjou - Assieu - Auberives-sur-Varèze - Bougé-Chambalud - Chanas - La Chapelle-de-Surieu - Cheyssieu - Clonas-sur-Varèze - Le Péage-de-Roussillon - Roussillon | - Sablons - Saint-Alban-du-Rhône - Saint-Clair-du-Rhône - Saint-Maurice-l'Exil - Saint-Prim - Saint-Romain-de-Surieu - Salaise-sur-Sanne - Sonnay - Vernioz - Ville-sous-Anjou |

## Història
| Data d'elecció                           | Identitat           | Partit  | Qualitat |
| ---------------------------------------- | ------------------- | ------- | -------- |
| 1945-1967                                | Jean-Baptiste Dufeu | radical |          |
| 1967-1979                                | Roger Coste         | PCF     |          |
| 1979-1985                                | Maurice Poirier     | PCF     |          |
| 1985-1992                                | René Bourget        | PS      |          |
| 1992-1998                                | Maurice Poirier     | PCF     |          |
| 1998-                                    | Daniel Rigaud       | PCF     |          |
| les dades anteriors no són pas conegudes |                     |         |          |
|                                          |                     |         |          |

| 1962   | 1968   | 1975   | 1982   | 1990   | 1999   | 2007   |
| ------ | ------ | ------ | ------ | ------ | ------ | ------ |
| 28.087 | 31.351 | 32.814 | 34.965 | 38.736 | 41.911 | 46.554 |